# コンビニたそがれ堂
『コンビニたそがれ堂』（こんびにたそがれどう）は、村山早紀による日本の小説。

## 概要
2024年10月時点でシリーズ累計発行部数が50万部を突破している、ポプラ文庫ピュアフル刊行の文庫シリーズ。
初出はJAグループの子ども向け月刊誌『ちゃぐりん』(家の光協会)。2001年9月号掲載で、挿絵は熊谷厚子。　短編の依頼がきた際、作者の村山はJAだから稲穂関連の物語にしようと考えた。稲穂からお稲荷さんを連想し、お稲荷さん、つまり狐の神様がコンビニを開く話「コンビニたそがれ堂」が生まれた。
2006年9月、2作の短編に書き下ろしを加え、児童書『コンビニたそがれ堂〜街かどの魔法の時間〜』刊行。挿絵は名倉靖博。
2008年5月、ジャイブピュアフル文庫より『コンビニたそがれ堂』刊行。挿絵は早川司寿乃。内容は児童書版と同じだが、大人向けにするにあたって漢字や情景描写などが書き足されている。なお、当時児童文学作家だった村山にとって、この本が初の一般書籍であった。そしてこの本が好評を呼び、他の出版社からも一般書籍の依頼がくるようになった。
ジャイブのポプラ社への移管により、2010年1月、ポプラ文庫ピュアフルにて『コンビニたそがれ堂』『コンビニたそがれ堂　奇跡の招待状』が新装版として刊行。
2015年9月、シリーズ第5弾『コンビニたそがれ堂 神無月のころ 』刊行。この巻より、挿絵が早川司寿乃からこよりに変更された。
2016年3月、大原さやか月の音色朗読CD『コンビニたそがれ堂』が発売。4月23日にはCDの発売を記念し三省堂書店池袋本店にて「大原さやかさんトーク＆朗読＆サイン会」が開催された。
2016年4月、既刊5巻の図書館版が刊行。『その本の物語(上・下)』とともに、『teenに贈る文学　風早の街の物語シリーズ』としてセットで刊行された。内容は文庫版と変わらないが、図書館用に大きなハードカバーとなっている。
2019年2月、シリーズ第8弾『コンビニたそがれ堂 猫たちの星座』刊行。そして1巻から4巻もこよりの挿絵、岡本歌織（next door design）の装丁に一新された。
2021年6月、シリーズ特別編『コンビニたそがれ堂異聞 千夜一夜』刊行。雑誌『asta』にて2020年8月号から2021年1月号まで連載された作品。連載時の挿絵はマルモトイヅミだが、文庫には未収録。
どの巻・どの話からも読むことができる短編連作形式だが、一部共通する登場人物もいる。人間も動物も幽霊も妖怪もそれ以外の存在も出てくる。あとがきには、「『優しいさよなら』の物語」と記されている。
作者が長年書き続けている、現代日本に存在する架空の街・風早を舞台とする著作の一つ。他の風早の街シリーズとささやかに繋がっており、4弾『空の童話』では『竜宮ホテル』『カフェかもめ亭』『海馬亭通信』の千鶴が登場。6弾『祝福の庭』7弾『小鳥の手紙』には『百貨の魔法』が登場。(『小鳥の手紙』には『百貨の魔法』番外編を収録)
また、『カフェかもめ亭』(ポプラ社)にたそがれ堂が登場する。

## あらすじ
風早の街、駅前商店街の外れ、赤い鳥居が並んでいる辺りに、夕暮れ時になると現れる不思議なコンビニ「たそがれ堂」。そこは大事な探し物が必ず見つかる、魔法のコンビニなのだという。

## 登場人物

### 店員
風早三郎
たそがれ堂の店長。風早の街を守る、万能の神様。
ねここ
たそがれ堂のアルバイト。年を経た妖怪。金色の瞳と黒く長い髪を持つ。
本質は可愛がられた飼い猫。
「神無月のころ」は、彼女が店員として接客した人間たちの物語。

## 用語解説
風早
コンビニたそがれ堂が存在する架空の街。
たそがれ堂
駅前商店街の外れ、赤い鳥居のある辺りにあるコンビニ。
探し物が必ず見つかるが、何かを探している人しか辿り着けない。
探し物は5円で売ってくれる。店員が飲み物をサービスすることもある。
風早の街では都市伝説として語り継がれ、入手困難な代物を探していると「たそがれ堂でなら見つかるだろう」と言われる。
店主は風早三郎、アルバイトはねここ。

## 書誌情報
- コンビニたそがれ堂〜街かどの魔法の時間〜（2006年9月 ポプラ社）ISBN 978-4-591-09214-9[17]
  - 【改題】コンビニたそがれ堂（2008年5月 ジャイブピュアフル文庫ISBN 978-4-86176-517-9 / 2010年1月 ポプラ文庫ピュアフル ISBN 978-4-591-11416-2[18] / 2016年4月 図書館版 ISBN 978-4-591-14893-8[19]）※加筆修正
- コンビニたそがれ堂 奇跡の招待状（2009年7月 ジャイブピュアフル文庫 ISBN 9784861766602 / 2010年1月 ポプラ文庫ピュアフル ISBN 978-4-591-11436-0[20] / 2016年4月 図書館版 ISBN 978-4-591-14894-5[21]）
- コンビニたそがれ堂 星に願いを（2010年5月 ポプラ文庫ピュアフル ISBN 978-4-591-11830-6[22] / 2016年4月 図書館版 ISBN 978-4-591-14895-2[23])
- コンビニたそがれ堂 空の童話（2013年1月 ポプラ文庫ピュアフル ISBN 978-4-591-13207-4[24] / 2016年4月 図書館版 ISBN 978-4-591-14896-9[25])
- コンビニたそがれ堂セレクション（2015年3月 ポプラ社）ISBN 978-4-591-14483-1[26]
  - 収録作品：あんず / 人魚姫 / 星に願いを / 天使の絵本（書き下ろし） / 花明かりの夜に / エピローグ 風早の伝説
- コンビニたそがれ堂 神無月のころ （2015年9月 ポプラ文庫ピュアフル ISBN 978-4-591-14664-4[27] / 2016年4月 図書館版 ISBN 978-4-591-14897-6[28])
- コンビニたそがれ堂 祝福の庭（2016年12月 ポプラ文庫ピュアフル）ISBN 978-4-591-15289-8[29]
- コンビニたそがれ堂 小鳥の手紙（2018年3月 ポプラ文庫ピュアフル）ISBN 978-4-591-15829-6[16]
- コンビニたそがれ堂 猫たちの星座 (2019年2月 ポプラ文庫ピュアフル) ISBN 978-4-591-16235-4[30]
- コンビニたそがれ堂 花時計（2020年3月 ポプラ文庫ピュアフル）ISBN 978-4-591-16639-0[31]
- コンビニたそがれ堂異聞 千夜一夜  (2021年6月 ポプラ文庫ピュアフル) ISBN 978-4-591-17048-9[32]
- コンビニたそがれ堂 夜想曲  (2024年7月 ポプラ文庫ピュアフル) ISBN 978-4-591-18228-4[33]

## 朗読
大原さやか朗読ラジオ 月の音色〜radio for your pleasure tomorrow〜　
- - 第34回　朗読『コンビニたそがれ堂』より「あるテレビの物語」(2015年8月3日)[34]
  - 大原さやか　月の音色朗読CD『コンビニたそがれ堂』(タブリエ・コミュニケーションズ 2016年3月30日)[35] 【DISC-1】「桜の声」【DISC-2】「あんず」